# Condado de Pezuela de las Torres
El condado de Pezuela de las Torres es un título nobiliario español concedido por Felipe IV de España en 1642 a favor del banquero genovés Bartolomé Spínola Pinelo, perteneciente a la Casa de Spínola.
Su nombre hace referencia al municipio español de Pezuela de las Torres, en la Comunidad de Madrid. Su actual propietario es Manuel Falcó y de Anchorena, duque de Fernán Núñez.

## Listado de titulares
|                                  | Titular                                        | Periodo                          |
| Creación por Felipe IV de España | Creación por Felipe IV de España               | Creación por Felipe IV de España |
| -------------------------------- | ---------------------------------------------- | -------------------------------- |
| I                                | Bartolomé Spínola Pinelo                       | 1642-1644                        |
| II                               | Pablo Spinola Spinola                          | 1644-1647                        |
| III                              | Giovanni Luca Spinola                          | 1647-1649                        |
| IV                               | Jácome María Spínola                           | 1649-1663                        |
| V                                | Juana Maria Spinola y Ramírez de Haro          | 1663-                            |
| VI                               | Jaime de Guzmán-Dávalos y Spínola              | -1767                            |
| VII                              | Miguel de la Cueva y Enríquez de Navarra       | 1767-1803                        |
| VIII                             | José Miguel de la Cueva y de la Cerda          | 1803-1811                        |
| IX                               | Felipe María Osorio y de la Cueva              | -1859                            |
| X                                | María del Pilar Osorio y Gutiérrez de los Ríos | 1836-1892                        |
| XI                               | Manuel Falcó y Osorio                          | 1922-1928                        |
| XII                              | Manuel Falcó y Álvarez de Toledo               | -1951                            |
| XIII                             | Manuel Falcó y de Anchorena                    | 1951-actual                      |